# Adhémar Raynault

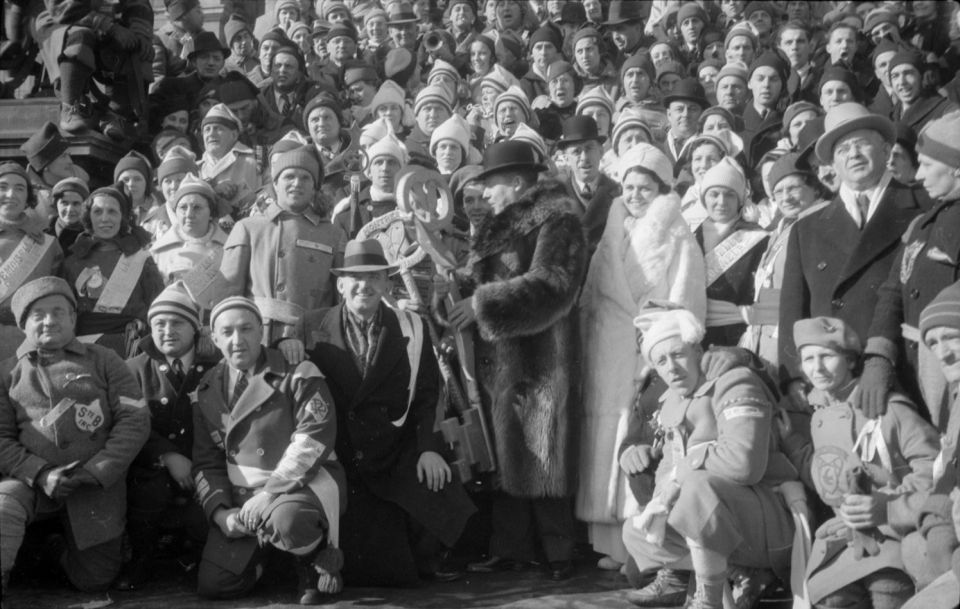
Adhémar Raynault (1938, in der Mitte mit Schneeschuhen in den Händen)

Adhémar Raynault (* 12. Juli 1891 in Saint-Gérard-Majella; † 11. April 1984 in Saint-Bruno) war ein kanadischer Politiker. Von 1936 bis 1938 und von 1940 bis 1944 amtierte er als Bürgermeister der Stadt Montreal.

## Biografie
Raynault war das zweitälteste von 18 Kindern einer Bauernfamilie aus L’Assomption in der Region Lanaudière. Da er an Harnsteinen litt, die damals medizinisch nicht behandelbar waren, konnte er nicht auf dem Bauernhof arbeiten. Stattdessen zog er im Alter von 17 Jahren nach Montreal, um dort seinen Lebensunterhalt zu verdienen. Er arbeitete im Laden eines Cousins und eröffnete danach eine eigene Tabakwarenhandlung, die er nach kurzer Zeit aus gesundheitlichen Gründen wieder schließen musste. Raynault wurde danach Versicherungsvertreter und bildete sich autodidaktisch weiter. Während des Ersten Weltkriegs leistete er freiwillig Dienst in einem Montrealer Militärkrankenhaus.
Nach Kriegsende nahm Raynault seine berufliche Tätigkeit wieder auf und war damit sehr erfolgreich. Er war Vorstandsmitglied des katholischen Verbandes der Handelsreisenden, Mitglied der Montrealer Handelskammer und der Société Saint-Jean-Baptiste de Montréal sowie Präsident des Hauseigentümerverbandes von Ost-Montreal. Ebenso war er Besitzer der Lokalzeitung Le Réveil de l'Est. Seine politische Karriere begann 1934 mit der Wahl in den Montrealer Stadtrat, in welchem er Oppositionsführer war. Als Kandidat der Union nationale von Maurice Duplessis nahm er 1936 mit Erfolg an der Wahl der Legislativversammlung von Québec teil. Drei Jahre lang vertrat den Wahlkreis L’Assomption, vor der darauf folgenden Wahl 1939 gab er das Mandat auf.
Ebenfalls 1936 kandidierte Raynault als Bürgermeister von Montreal. Mit 44 % der Stimmen setzte er sich gegen Amtsinhaber Camillien Houde und einen weiteren Kandidaten durch. Während seiner zweijährigen Amtszeit wurde unter anderem der Botanische Garten und der Pont Pie-IX eröffnet. 1938 verzichtete er auf eine Wiederwahl. so dass Houde wieder Bürgermeister wurde. Nach dessen Internierung wegen Widerstands gegen die Einführung der Wehrpflicht trat Raynault 1940 erneut zu den Bürgermeisterwahlen an und gewann. Aufgrund der schlechten finanziellen Lage stand die Stadt damals unter treuhänderischer Verwaltung der Provinzregierung. 1944 empfing Raynault den französischen General Charles de Gaulle. Nachdem Houde im selben Jahr aus der Haft entlassen worden war, unterlag er ihm bei den Bürgermeisterwahlen. 1954 kandidierte er ein letztes Mal als Bürgermeister, wurde aber von Jean Drapeau geschlagen.